# Municipio de Umm Salal
Umm Salal (en árabe: بلدية أم صلال) es uno de los ocho municipios que forman el Estado de Catar. Su capital y ciudad más poblada es Umm Salal Ali.

## Geografía y demografía

Situación de Umm Salal en Catar antes de 2004.

La superficie de Umm Salal abarca una extensión de territorio que ocupa 470 kilómetros cuadrados del país. Se ubica geográficamente entre las siguientes coordenadas: 25°25′12″N 51°24′00″E / 25.42000, 51.40000.
Su población se compone de unos 60.509 personas (cifras del censo del año 2010). La densidad poblacional de esta división administrativa es de 130 habitantes por cada kilómetro cuadrado aproximadamente.
- Datos: Q990414
- Multimedia: Umm Salal / Q990414